# Roly Mo zaprasza
Roly Mo zaprasza – serial edukacyjny brytyjskiej produkcji. Spin-off serialu Fimbusie. Wyprodukowano 100 15-minutowych odcinków. Serial emitowany był w Polsce na kanale CBeebies między 2 grudnia 2007 roku a 26 czerwca 2011 roku.

## Zarys fabuły
Roly Mo to kret, który uwielbia czytać książki. W swojej norze znajdującej się pod Doliną Fimbusiów ma ogromną bibliotekę, z której wybierze książkę z opowieścią na każdą okazję. Codziennie odwiedza go siostrzenica Mała Bo, która również jest ciekawa świata i lubi czytać książki. Z Roly Mo mieszkają dwa snooty (stworzenia przypominające ryjówki) – Yugo i Migo. Czasami odwiedza ich także żaba Rockit oraz pisklę Ribble.

## Wersja polska
Wersja polska: Master Film na zlecenie BBC Worldwide
Reżyseria:
- Anna Górna,
- Małgorzata Boratyńska

Dialogi:
- Dorota Filipek-Załęska,
- Joanna Klimkiewicz

Dźwięk:
- Małgorzata Gil,
- Jakub Lenarczyk

Montaż:
- Jan Graboś,
- Gabriela Turant-Wiśniewska

Kierownictwo produkcji:
- Ewa Chmielewska,
- Agnieszka Wiśniowska

Udział wzięli:
- Marcin Troński − Roly Mo
- Magdalena Krylik – Mała Bo
- Sławomir Pacek – Rockit
- Jarosław Boberek – Yugo
- Jarosław Domin – Migo
- Katarzyna Owczarz – Mała Bo (seria IV)

i inni
Lektor tyłówki: Paweł Bukrewicz

## Bohaterowie
- Roly Mo – jest to zielono-fioletowy kret, wujek Małej Bo. Uwielbia czytać książki.
- Mała Bo – różowo-fioletowy kret, który przychodzi do "wujcia Roly'ego" po szkole
- Yugo – jest snootem, który mieszka w domu Roly'ego. Jego bratem jest Migo.
- Migo – jest snootem i bratem Yugo.
- Rockit – jest żabą, przychodzi nieraz w odwiedziny.
- Fimbusie – trzy kolorowe stworki znane z programu Fimbusie, które pojawiają się w Księdze Zabaw.